# Cardinale
Cardinale là một đô thị ở tỉnh Catanzaro trong vùng Calabria của Italia. Đô thị này có dân số 2615 người.
Các đô thị giáp ranh: Argusto, Brognaturo (VV), Chiaravalle Centrale, Davoli, Gagliato, San Sostene, Satriano, Simbario (VV), Torre di Ruggiero.
Carnidale có các làng ngoại vi: Novalba, Razzona, Galiano, Coccumella